# Anaconda (Montana)
Anaconda é uma cidade localizada no estado americano de Montana, no Condado de Deer Lodge, sendo a 9.ª maior cidade do estado.

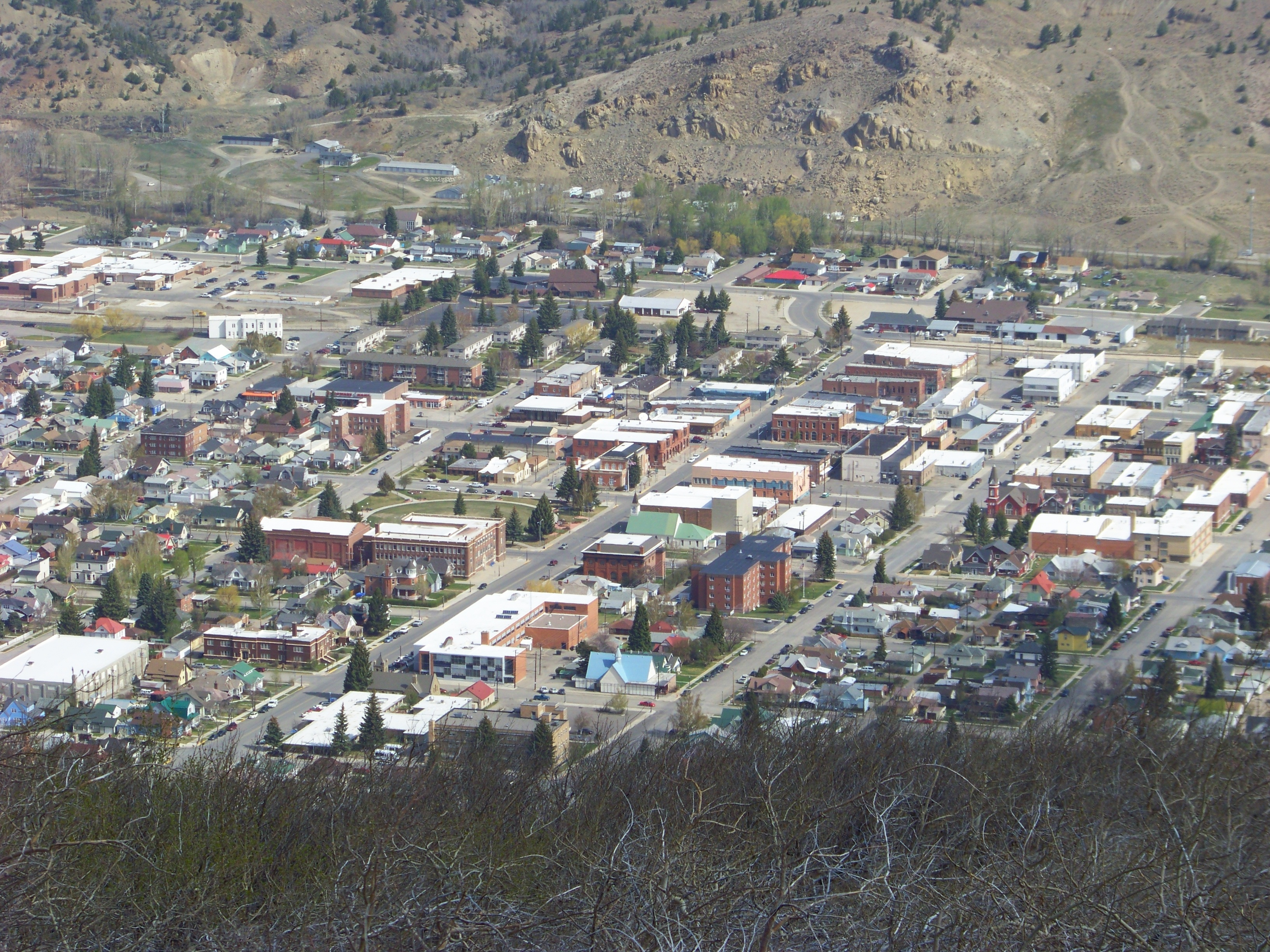
Visto do centro da cidade de Anaconda

## Demografia
Segundo o censo americano de 2004, a sua população era de 9088 habitantes.

## Geografia
De acordo com o United States Census Bureau tem uma área de 
1919,6 km², dos quais 1908,8 km² cobertos por terra e 10,8 km² cobertos por água.

## Localidades na vizinhança
O diagrama seguinte representa as localidades num raio de 48 km ao redor de Anaconda. 